# 胡睿宝
胡睿宝（1996年10月17日—），曾用名胡宝，中国足球运动员，出生于山东省菏泽市，现效力于中超联赛球队广州城。

## 俱乐部生涯
2014年，胡睿宝自上海幸运星加盟广州恒大预备队。2015年，胡睿宝进入广州恒大亚冠第一次报名名单，但随即因为姓名和年龄造假行为被禁赛3个月。 2016年夏天，胡睿宝被正式提拔至一线队，并多次进入比赛大名单，但没有取得出场机会。2016年末，胡睿宝前往曼城试训。
2017年2月，胡睿宝与其经纪人金畅向广州恒大发难，表示恒大拒绝放自己加盟曼城，已构成违约。随后，金畅将胡睿宝运作至丹麦球队瓦埃勒BK。而恒大方面则表示已向国际足联起诉胡睿宝违约。 2017年3月，在获得国际足联的临时转会证明后，胡睿宝代表瓦埃勒在预备队登场。 2017年8月7日，胡睿宝租借加盟德乙球队，合同为期一年。
2018年1月3日，达姆施塔特宣布与胡睿宝解除租借合同。 而随后，在广州恒大提交的亚冠小组赛名单中，胡睿宝名列其中，这也标志着胡睿宝结束留洋，回归广州恒大。 2018年3月2日，在2018年中超第一轮主场4–5负于广州富力的比赛中，胡睿宝在半场结束后替下受伤的邓涵文，完成了自己的中超首秀。